# Zaynab Alkali
Zaynab Alcalins, née en 1950 à Tura-Wazila, dans l'État de Borno, est une romancière et poète nigériane.

## Biographie
Elle est née à Tura-Wazila dans l'État de Borno, en 1950. Dans la quarantaine, son père se convertit au christianisme. Au début des années 1960, elle devient elle-même musulmane, mais pense que les deux religions, le christianisme et l'islam, l'ont influencée. En 1971, elle épouse Mohammed Nur Alkali, directeur général de l'Institut nigérian d'études politiques et stratégiques, à Jos. Ils ont six enfants. Elle est diplômée de l'Université Bayero de Kano , en 1973,. Elle obtient un doctorat en Études Africaines dans la même université et devient directrice du pensionnat de jeunes filles de Sakera. Elle est également maître de conférences en anglais dans deux universités au Nigeria. Son premier roman, The Stillborn, est publié en 1984 et se voit décerner le prix de la fiction en prose de l'Association of Nigerian Authors (ANA).
Elle devient doyenne de la faculté des arts de l'Université d'Etat de Nasarawa à Keffi, où elle a enseigné l'écriture créative. Elle est considérée comme la première femme romancière du Nord du Nigéria.

## Principales publications
- The Stillborn, Lagos: Longman (Drumbeats), 1984,  (ISBN 978-0-582-78600-4)[5]
- The Virtuous Woman, Longman Nigeria, 1987,  (ISBN 978-978-139-589-5)
- Cobwebs & Other Stories, Lagos: Malthouse Press, 1997,  (ISBN 978-978-0230296).
- The Descendants, Tamaza, 2005,  (ISBN 978-978-2104-73-1)
- The Initiates, 2007,  (ISBN 978-978-029-767-1).

## Publication en littérature pour adolescents,traduite en français
- Jusqu'au bout de ses rêves, Etienne Galle (trad.), éditions Dapper, collect. « Au bout du monde », 226 p., 1998[6]

## Directrice de publications
- Zaynab Alkali, Al Imfeld (dir.), Vultures in the Air: Voices from Northern Nigeria, Ibadan-Kaduna-Lagos: Spectrum Books, 1995,  (ISBN 978-978-2462-60-2)